# Joseph Fesch
Joseph Fesch (Ajaccio, 3 januari 1763 - Rome, 13 mei 1839) was een Frans kardinaal, aartsbisschop van Lyon, staatsman en halfoom van Napoleon Bonaparte.
Joseph was de zoon van Franz Faesch (1723–1775), kapitein van een Zwitsers regiment in dienst van de Republiek Genua en Angela Maria Pietrasanta (1725–1790), weduwe van de Corsicaan Giovanni Geronimo Ramolino. Met Ramolino had zij een dochter, Maria Laetitia Ramolino. Zij was de moeder van de latere Franse keizer Napoleon Bonaparte.
Fesch begon een carrière in de Rooms-Katholieke Kerk. Net als de meeste Corsicanen verwierp hij de maatregelen van de Franse Revolutie en in juli 1790 protesteerde hij tegen de maatregel dat de priesters een eed van trouw en gehoorzaamheid moesten zweren aan de Franse Staat. Na de dood van Luciano Bonaparte in 1791, volgde hij deze op als aartsdiaken van Ajaccio en patroon van de familie Bonaparte. Hij moest zich echter na de afschaffing van religieuze orden terugtrekken uit het openbare leven.
Vanwege toenemende spanningen onder leiding van Pascal Paoli verliet Fesch Corsica samen met zijn halfzus. In Zuid-Frankrijk sloten ze zich vervolgens aan bij Napoleon en vertrokken in 1793 met hem naar Toulon. Tijdens het Tweede Schrikbewind was er voor Fesch geen geestelijke post te vinden. In plaats daarvan bekleedde hij administratieve posten, onder andere bij het revolutionaire Alpenleger in Savoye. Tijdens de Italiaanse Veldtocht van 1796-1797 werd hij door Napoleon als politiek commissaris toegevoegd aan de Franse strijdmacht. Zijn optreden tijdens deze Italiaanse campagne is niet vrij van blaam. Zo zou hij zich mede schuldig hebben gemaakt aan plunderingen, met name van schilderijen.

## Tijdens het Eerste Franse Keizerrijk

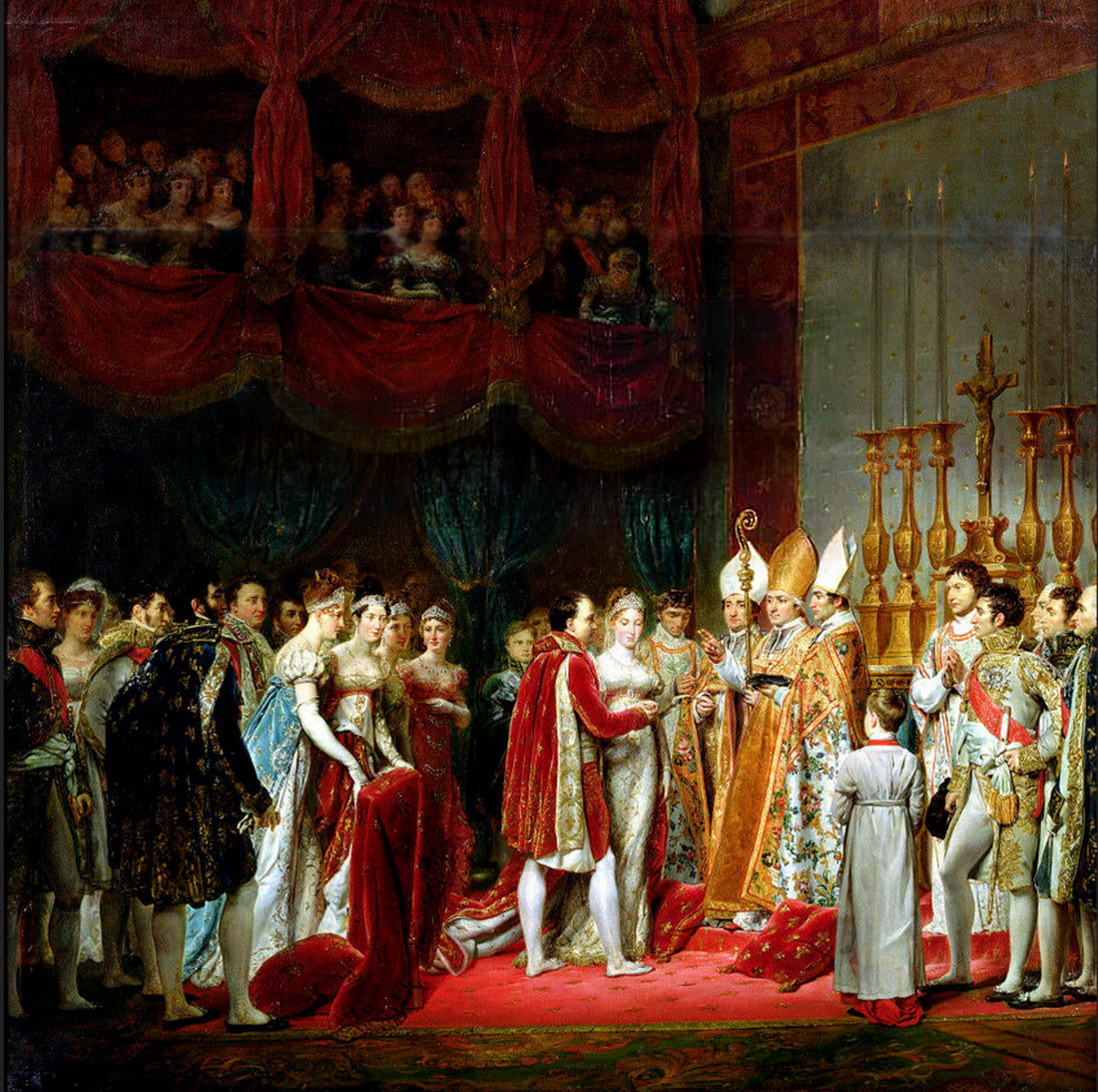
Fesch voltrekt het huwelijk van Napoleon en Marie-Louise

De machtsovername van Napoleon in 1799 bood weer mogelijkheden voor de carrière van Fesch. Na het Concordaat van 15 juli 1801 met paus Pius VII keerde Fesch, onder voorspraak van Jacques-André Émery, terug binnen de geestelijkheid. Hij werd kanunnik in Bastia en in april 1802 werd hij aartsbisschop van Lyon. In 1803 verhief Pius VII hem tot kardinaal-priester en werd hij de Franse gezant aan het pauselijk hof. Een jaar later begeleidde hij de paus naar de kroning van Napoleon in Parijs. Op de avond van de kroningsdag voltrok Fesch het huwelijk van keizer Napoleon I met Joséphine de Beauharnais. Fesch werd grootaalmoezenier van het keizerrijk, graaf en senator. In 1806 werd hij door Vorst-primaat Karl Theodor von Dalberg aangewezen als zijn coadjutor.
Hierna werd zijn reputatie door een aantal gebeurtenissen geschaad. In 1806-1807 kwam Napoleon I in aanvaring met de paus over een aantal politieke en religieuze kwesties. Fesch trachtte de twee tevergeefs met elkaar te verzoenen. Napoleon bleef bij zijn besluiten en de paus weigerde eveneens toe te geven, omdat hij vond dat de belangen en discipline van de kerk erdoor werden bedreigd. Napoleon I betichtte Fesch meerdere malen van zwakte en ondankbaarheid, terwijl het overduidelijk was dat de kardinaal voor hem tot het uiterste was gegaan. Toen hij een tijdlang niet on speaking terms met de paus was riep de keizer hem terug naar Frankrijk.
In 1808-1809 werd de Kerkelijke Staat door Frankrijk geannexeerd. Napoleon I bood in dezelfde periode Fesch de aartsbisschopzetel van Parijs aan. Fesch bedankte echter voor de eer. Hij nam nog wel deel aan een door de keizer ingestelde commissie samengesteld uit hoogwaardigheidsbekleders uit de Gallicaanse Kerk. Deze commissie werd in 1810 weer opgeheven. Aanspraken op het prinsbisdom Regensburg liepen eveneens op niets uit, omdat de keizer besloot het prinsbisdom af te staan aan het koninkrijk Beieren. Tijdens het gedwongen verblijf van paus Pius VII in Fontainebleau waagde Fesch het om de oude paus een brief te schrijven. Deze brief kwam echter in handen van de keizer en deze was hierover zo boos dat hij 150.000 door Fesch ondertekende documenten herriep.
De voor Napoleon rampzalige jaren 1812 en 1813 zorgden ervoor dat hij de paus beter gezind was en voor Fesch betekende dit een minder hachelijke tijd. Na de eerste troonsafstand van Napoleon I op 11 april 1814 trad hij terug en ging naar Rome. De Honderd Dagen van terugkeer van Napoleon brachten hem terug in Frankrijk. Hij hervatte zijn aartsbisschoppelijke taak in Lyon, was senator en Napoleon benoemde hem zelfs tot Pair van Frankrijk.

## Laatste jaren
Na de tweede troonsafstand van Napoleon op 22 juni 1815 vertrok Fesch opnieuw naar Rome, dit keer samen met zijn oudere halfzus (en Napoleons moeder) Laetitia Bonaparte. Hier verbleef hij de laatste jaren van zijn leven. Hij stierf er in 1839. Zijn fameuze schilderijenverzameling, die meer dan 20.000 doeken zou hebben geteld, is na zijn dood geleidelijk geveild. Een deel van zijn schilderijen (Italiaanse meesters van de 14e tot de 18e eeuw) vormt de basis van de collectie van het Musée Fesch in Ajaccio. Dit museum is gevestigd in het paleis dat Fesch liet bouwen.
- Bibliothèque nationale de France: cb12008789w (data)
- Gemeinsame Normdatei: 116473894
- International Standard Name Identifier: 0000 0000 6130 1211
- Library of Congress Control Number: no2006085593
- Base Léonore: LH//965/30
- Nederlandse Thesaurus van Auteursnamen: 217218873
- RKD-Nederlands Instituut voor Kunstgeschiedenis: 434687
- SNAC: w6bv821v
- Système universitaire de documentation: 028205529
- Union List of Artist Names: 500317650
- Virtual International Authority File: 92145857803723020209
- WorldCat: E39PBJmhPTj6rTXB69jWGbQDv3